# Созвездия Вейгеля

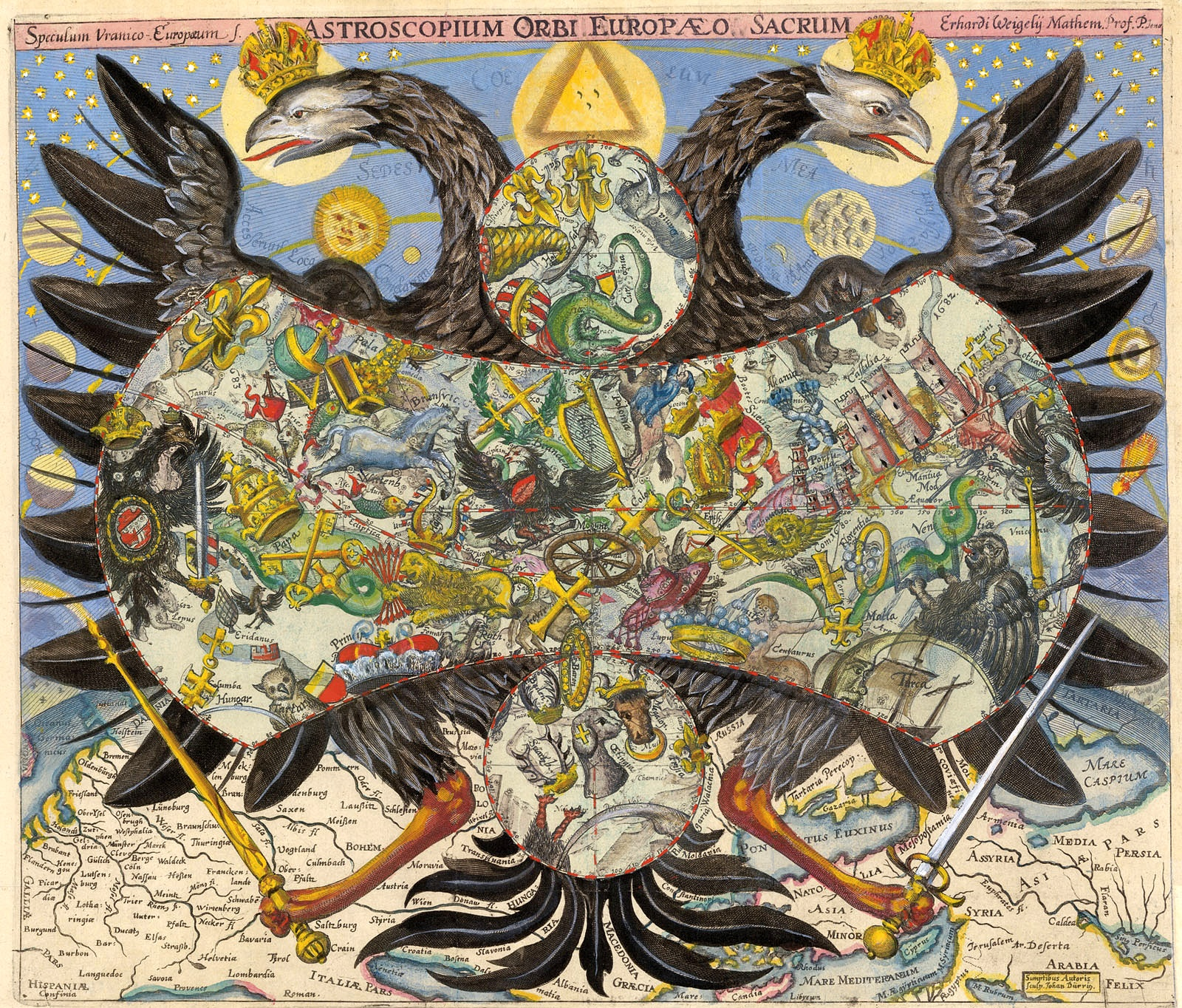
Звёздная карта Вейгеля. Созвездия представлены гербами государств и изображены на фоне двуглавого орла Священной Римской империи.

Созве́здия Ве́йгеля — созвездия, предложенные немецким учёным XVII века Эрхардом Вейгелем. Ныне не используются.
В 1688 году Эрхард Вейгель предложил заменить все созвездия на гербы современных ему царствующих домов. В 1688—1689 годах он издал ряд работ, посвящённых этой реформе и известных под общим названием «Небесная Геральдика» (лат. Coelum Heraldicum). В 1699 году Вейгель сконструировал небесный глобус, на котором вместо созвездий были гербы. Известно несколько экземпляров глобуса Вейгеля разного размера и с разными особенностями.
Так, Большая Медведица у Вейгеля стала Слоном (датским), Орион — Двуглавым орлом (австрийским), Геркулес — Всадником с обнажённым мечом (польским). Вейгель старался располагать гербы на небесной сфере в соответствии с расположением стран на Земле.
Созвездия Вейгеля стали апофеозом практики введения геральдических созвездий, существовавшей с конца XVII по конец XVIII века. Различные авторы в качестве подношений монархам предлагали множество подобных созвездий. Многие из них, в том числе созвездия Вейгеля, не использовались в астрономии никогда и известны лишь как исторический курьёз. До наших дней из геральдических созвездий сохранился только Щит, введённый Яном Гевелием как Щит Собеского.